# نورة الفصام
نورة سليمان سالم الفصام هي وزيرة المالية ووزيرة دولة للشؤون الاقتصادية والاستثمار في دولة الكويت منذ 25 أغسطس 2024. كما شغلت منصب وزيرة النفط بالوكالة منذ 8 سبتمبر 2024 إثر استقالة الوزير السابق.

## التعليم
نورة الفصام حاصلة على شهادة الماجستير في إدارة الأعمال وبكالوريوس الهندسة الصناعية والنظم في جامعة الكويت.

## الحياة العملية
تشغل نورة الفصام حالياً منصب رئيسة التخطيط الاستراتيجي في بنك بوبيان الكويتي، ولديها خبرة عملية تزيد على 23 عاماً في تمويل الشركات والخدمات المصرفية الاستثمارية. وسبق لها العمل في جهات عدة منها "بنك الكويت الوطني" و"شركة الاستثمارات الوطنية"، إذ شغلت منصب مستشارة رئيس مجلس الإدارة لشركة الاستثمارات الوطنية.